# Missy (actriz)
Missy (Burbank, Estados Unidos; 24 de septiembre de 1967 - Valencia, Estados Unidos; 18 de agosto de 2008) fue una actriz pornográfica estadounidense. Rodó más de 500 películas en la segunda mitad de la década de los 90. Forma parte del Salón de la Fama AVN.

## Biografía
Missy nació en Burbank, California, y comenzó su carrera en la industria del porno en 1994, apareciendo primero en vídeos amateurs con su esposo, Mickey G. Su primera película profesional se tituló Cuntrol. En ella rodó una escena lésbica junto a Tiffany Mynx. En 1996 fue contratada por Wicked Pictures en un contrato que no tenía carácter exclusivo, lo que le permitió seguir rodando para otras productoras. Su estreno con Wicked Pictures fue en Anal Maniacs 3.
El momento cúspide de su carrera llegó en enero de 1997 cuando se convirtió en la primera actriz en llevarse, el mismo año, el Premio AVN a la mejor actriz revelación y a la Artista Femenina del Año. Su película para JM Productions, The violation of Missy se alzó, además, con el premio a la mejor película lésbica (premio que también se llevaría en 1998), el premio a la mejor escena en grupo y a la mejor escena de masturbación.
En 1997 rodó su única película como directora titulada Heart And Soul.
Abandonó la industria del cine porno en 2001, a través de una carta abierta publicada en AVN, en la que detallaba que había hallado refugio en la religión tras sufrir un colapso mental.
El 29 de septiembre de 2008, más de un mes después de su muerte, se hace publica la noticia. Las autoridades señalaron como causa de su fallecimiento una sobredosis accidental de medicamentos, descartándose el suicidio.

## Vida personal
Estuvo casada con Mickey G desde 1994 hasta 2001. Explicó la ruptura alegando razones espirituales y el deseo de no tener sexo nunca más.

## Premios
- 1996 XRCO Mejor escena en grupo por American Tushy[4]
- 1996 XRCO Actriz del año[4]
- 1997 Premio AVN Mejor escena lésbica por Buttslammers the 13th[5]
- 1997 Premio AVN Mejor actriz revelación.[5]
- 1997 Premio AVN Artista Femenina del Año[5]
- 1997 XRCO Mejor escena en grupo por The Psychosexuals[4]
- 1998 Premio AVN Mejor escena lésbica por Satyr[5]
- 2002 Inclusión en el AVN Hall of Fame[6]